# 똑같은 맘
《똑같은 맘》은 카라의 두 번째 디지털 싱글이다.

## 배경과 뮤직비디오
- 1번째 트랙 〈똑같은 맘〉은 모바일 게임 《아이뮤지션》의 주제곡이다.
- 2009년 6월 3일 티저영상을 공개하고, 2009년 6월 10일 뮤직비디오를 공개하였다.
- 활동은 하지 않았지만, 음원사이트에 상위권에 랭크되었다.[1]
- 이 노래는 카라의 정규 2집 《Revolution》에 수록되었다.

## 트랙 리스트
| #  | 제목                  | 작사   | 작곡           | 재생 시간 |
| -- | --------------------- | ------ | -------------- | --------- |
| 1. | 〈똑같은 맘〉         | 송수윤 | 한재호, 김승수 | 3:17      |
| 2. | 〈똑같은 맘 (Inst.)〉 | 송수윤 | 한재호, 김승수 | 3:17      |